# Чингачгук
 Чингачгук  (по-делаварськи:  Chingachgook  /xiŋɡaxgoːk/ Хінгахгок /xiŋɡwixkuːk/ «Хінгуіхкук», Великий Змій) — герой ряду літературних творів Джеймса Фенімора Купера. Є одним із протагоністів пенталогії романів Джеймса Фенімора Купера
Походить з племені північноамериканських індіанців могікан. Чингачгук — мудрий і хоробрий воїн. Він добрий і справедливий, його поважають друзі і бояться вороги.
Ось що сказано в книзі «Останній з могікан» про походження його імені:

«Звичайно, ім'я Чингачгук, що означає „Великий Змій“, не означає, що він і справді змія; ні, його ім'я говорить, що йому відомі всі виверти, всі куточки людської природи, що він мовчазний і вміє завдавати своїм ворогам удари в такі миті, коли вони зовсім цього не очікують.»

У книзі «Останній з могікан» помирає його єдиний син — Ункас. З погляду сучасного читача Чингачгук стає останнім з могікан, останнім вождем, і останнім представником колись могутнього, але нині вимерлого племені. Однак з точки зору індіанців, останнім був його син Ункас, останнім народженим, останнім молодим воїном, останньою надією на продовження роду.